# 鸡貂号炮舰
鸡貂号是1890年代末至1900年代初为德意志帝国海军建造的鸡貂级炮舰首舰。其他同级舰有“猞猁”号、虎号、“埃贝尔”号、美洲虎号和豹号。

## 设计
鸡貂号总长65.2（214英尺），舷宽9.1米（30英尺），舰首吃水3.59米（11.8英尺）。满载排水1,048公噸（1,031長噸；1,155短噸）。她的推进系统由一对平卧三胀式蒸汽机组成，每台蒸汽机驱动一具螺旋桨，蒸汽由四台燃煤舒尔茨-桑尼克罗夫特式锅炉提供。鸡貂号最高航速可达14.8節（27.4每小時；17.0英里每小時），指示马力为1,378匹指示馬力（1,028千瓦特）。这艘船可以在9節（17每小時；10英里每小時）的航速下达到约3,080海里（5,700；3,540英里）的巡航半径。舰上有9名军官和121名水兵。火力方面，鸡貂号装备4门88（3.5英寸）SK L/30主炮，以及1,124发弹药。此外，她还配备六挺机枪。

## 服役历史

义和团运动期间鸡貂号开火的插画

1897年，鸡貂号在但泽的碩效造船厂安放龙骨。于1898年8月4日下水，并于当年12月1日被编入德国舰队。入役后，鸡貂号被派往国外，服役于德国在亚洲的主要海军部队——东亚分舰队。此后不久，义和团运动在中国爆发。当时，东亚分舰队还包括防护巡洋舰奥古斯塔皇后号、汉萨号、赫塔号和伊伦娜号、无防护巡洋舰吉菲昂号和炮舰美洲虎号。德皇威廉二世决定派遣一支远征军，以增援为击败义和团而建立的八国联军。远征部队由4艘勃兰登堡级战列舰、6艘巡洋舰、10艘货船、3艘鱼雷艇和6个团的海军陆战队组成，由阿尔弗雷德·冯·瓦德西元帅指挥。
1914年8月初第一次世界大战爆发后，輕巡洋艦埃姆登号捕获俄罗斯的蒸汽船梁赞号（Ryazan），并将其带回青岛。来自鸡貂号、无防护巡洋舰鸬鹚号和祖國號淺水炮艦的部分船员被派往已易名为鸬鹚号伪装巡洋舰的梁赞号服役。1914年9月28日，鸡貂号在青岛战役期间被凿沉。她的三艘姊妹舰也在围攻中被击沉。

## 脚注

### 引文
1. ↑  . www.sohu.com. 2018-10-16  [2020-01-23]. （原始内容存档于2020-12-27） （中文（中国大陆））.
2. ↑  . 澎湃新闻. 2016-06-22  [2020-01-23]. （原始内容存档于2016-08-04） （中文（中国大陆））.
3. 1 2 3 4 5  章騫（2013年），第91页
4. ↑  中宣部宣传教育局 & 教育部基础教育司 2007，第52頁.
5. ↑  武汉地方志编纂委员会 1992，第435頁.
6. ↑  顾慧丽 1998，第104頁.
7. 1 2  邢来顺 2019，第500頁.
8. ↑  章騫（2013年），第148页
9. ↑  布鲁斯·泰勒 2021，第236頁
10. ↑  Gröner，第142頁.
11. 1 2  Gröner，第143頁.
12. ↑  Gardiner，第260頁.
13. ↑  Gröner，第142–153頁.
14. ↑  日本海人社 & 德国巡洋舰史，第26頁
15. ↑  Perry，第28頁.
16. ↑  Herwig，第106頁.
17. ↑  日本海人社 & 德国巡洋舰史，第96頁
18. ↑  章騫（2013年），第122页
19. ↑  章騫（2013年），第123页
20. ↑  日本海人社 & 德国巡洋舰史，第24頁
21. ↑  Hildebrand, Röhr, & Steinmetz, p. 196